# Kompetensföretagen
Kompetensföretagen, (tidigare Bemanningsföretagen) är en bransch- och arbetsgivarorganisation för företag med verksamhet inom personaluthyrning, omställning och rekrytering. Kompetensföretagens främsta uppgifter är att säkerställa en fortsatt väl fungerande och expanderande kompetensbransch i Sverige, öka kunskapen om branschen samt ge råd till medlemmarna i arbetsgivarfrågor.
Ordförande är Eva Domanders, vd Klara Kompetens. Förbundsdirektör är Patrik Eidfelt.
Kompetensföretagen ingår i Almega och är medlem i Svenskt Näringsliv.